# Lannilis
Lannilis (bret. Lanniliz) – miejscowość i gmina we Francji, w regionie Bretania, w departamencie Finistère.
Według danych na rok 1990 gminę zamieszkiwały 4272 osoby, a gęstość zaludnienia wynosiła 182 osoby/km² (wśród 1269 gmin Bretanii Lannilis plasuje się na 107. miejscu pod względem liczby ludności, natomiast pod względem powierzchni na miejscu 410.).